# Újtelek
Újtelek é um município da Hungria, situado no condado de Bács-Kiskun. Tem 9,56 km² de área e sua população em 2015 foi estimada em 333 habitantes.